# Gustavo Brigagão
Gustavo André Muller Brigagão é advogado tributarista especializado em tributos indiretos e contencioso tributário, foi sócio conselheiro do escritório Ulhôa Canto entre 1985 e 2017. É sócio fundador do escritório Brigagão Duque Estrada-Advogados - BDE.  É casado com Danielle Calirman Brigagão.

## Vida profissional
É advogado e professor de Direito Tributário nos cursos de pós graduação da Fundação Getúlio Vargas (FGV), foi também professor da Universidade Cândido Mendes no período de 1993 a 2005 . Integra o General Council da IFA (Internacional Fiscal Association), diretor secretário-geral da Associação Brasileira de Direito Financeiro (ABDF), diretor de Relações Institucionais do Centro de Estudos das Sociedades de Advogados (CESA),  presidente da Câmara Britânica no Rio de Janeiro (BRITCHAM-RJ) e membro do Conselho Empresarial das Câmaras de Comércio Exterior da Associação Comercial. Gustavo Brigagão é colunista no site especializado Consultor Jurídico, escrevendo principalmente sobre direito tributário. O advogado tributarista elaborou projetos de lei e realizou uma apresentação no Senado Federal sobre o Sistema Tributário Nacional em 2007.
Gustavo Brigagão foi um dos integrantes da discussão dos projetos que pretendiam revogar a tributação fixa das sociedades profissionais, como o PL n° 70/03 70/03 e o Projeto de Lei 144/11; e também dos projetos que pretendiam aumentar a base de cálculo do IR no Lucro Presumido.
Gustavo Brigagão foi eleito um dos advogados mais admirados individualmente pela Chambers Latin America 2013, tendo sido mencionado em todas as edições da referida publicação desde o ano de 2009.
O Ulhôa Canto, do qual Gustavo Brigagão é um dos principais sócios, foi apontado pela mesma publicação como um dos melhores escritórios de direito tributário do país.